# Róża wiatrów

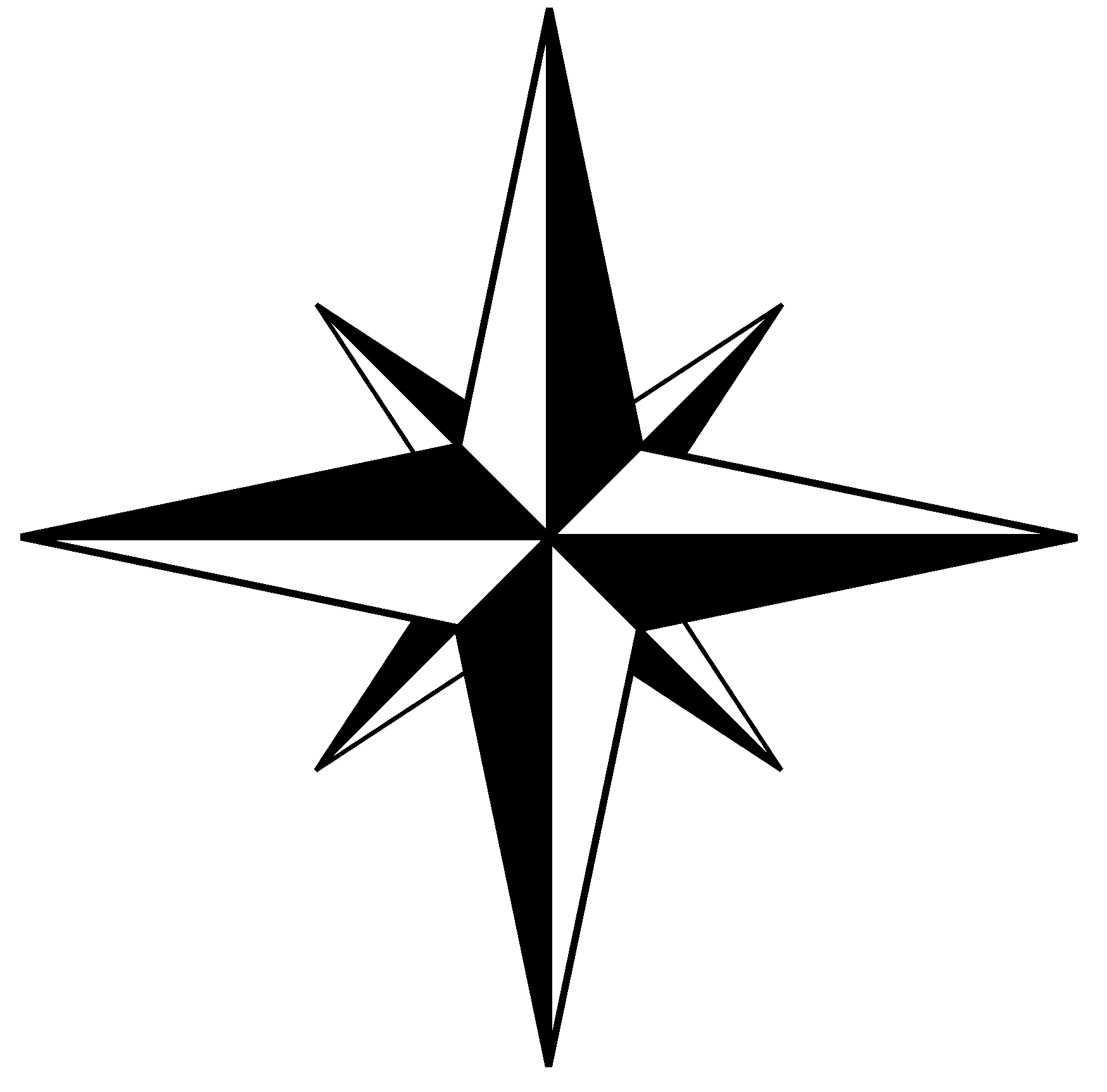
Prosta róża wiatrów (wzór)

Róża wiatrów − pojęcie stosowane w dwóch znaczeniach:
- jako zwyczajowe określenie „róży kompasowej”, róży kierunków geograficznych – okrągłej tarczy z podziałką stopniową lub rumbową i zaznaczonymi kierunkami według stron świata, nanoszonej na stare mapy morskie i stosowanej przez żeglarzy przed wprowadzeniem kompasu magnetycznego (obecnie umieszczanie takich „róż wiatrów” na kompasach ma znaczenie czysto dekoracyjne)
- wiatrogram, diagram wiatrów[1] – graficzna ilustracja wieloletnich meteorologicznych statystyk kierunków i prędkości wiatrów, występujących w różnych miejscach kuli ziemskiej (również – nazwa tabel będących źródłem danych dla tych ilustracji; są w nich zamieszczane dodatkowe cechy poszczególnych sytuacji meteorologicznych)

## Róża kompasowa

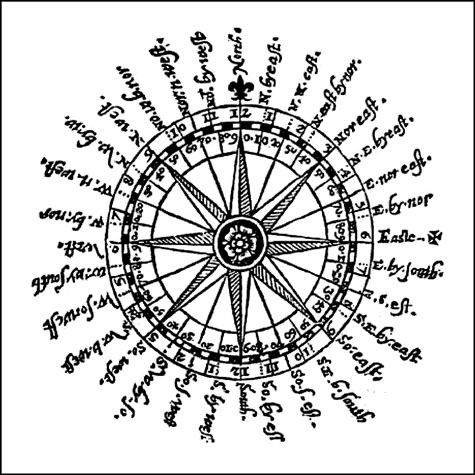
Szkic „róży wiatrów” z 1607 roku

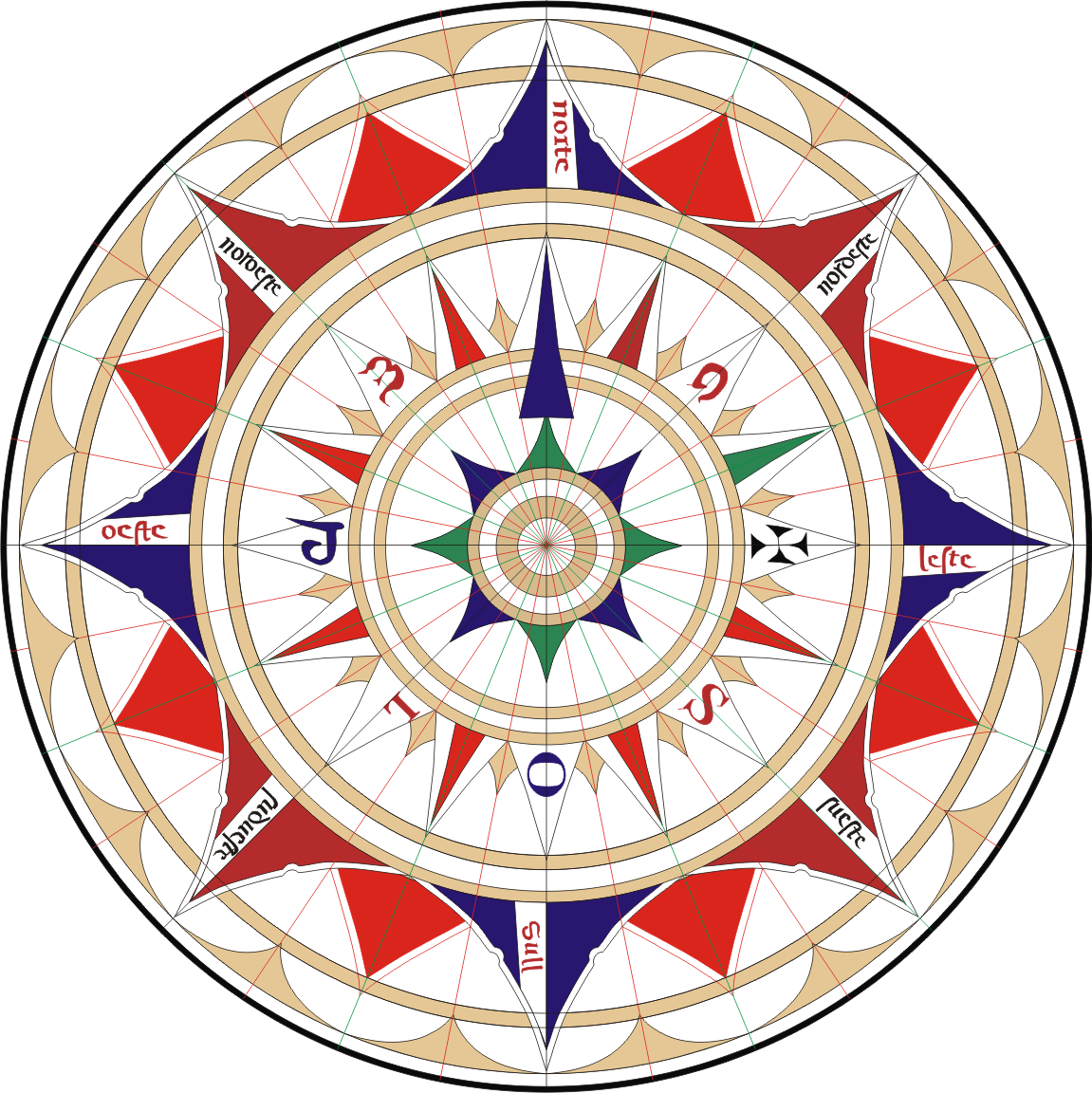
Replika „róży wiatrów” z mapy Jorge de Aguiar, 1492

Współczesna wersja róży wiatrów w języku polskim

Współczesna wersja róży kompasowej spotykana na mapach morskich. Wskazuje różnicę między północą geograficzną a magnetyczną

Początki wykreślania „róż wiatrów” na starych mapach sięgają czasów zamierzchłych. Już Etruskowie używali jej prymitywnej postaci. Jeden z wczesnych zapisów o użyciu róży składającej się z 12 kierunków, kojarzonych przez żeglarzy ze znanymi wiatrami, pochodzi od Timostenesa z Rodos, greckiego admirała żyjącego w III wieku p.n.e. Pierwsze wzmianki o wiatrach znajdujemy u Homera oraz w księgach Starego Testamentu. W Księdze Zachariasza w rozdziale 6 wersecie 5 znajdują się słowa: I odpowiedział Anioł, a rzekł do mnie: Te są cztery wiatry niebieskie, wychodzące z miejsca gdzie stały, przed panującym nad wszystką ziemią. Prorok Jeremiasz w rozdziale 49 werset 36 wypowiada takie oto słowa: A przywiodę przeciwko Elamczykom cztery wiatry ze czterech stron świata, i rozproszę ich na wszystkie one wiatry, tak, iż nie będzie narodu, do którego by się nie dostali wygnańcy z Elam.
Pliniusz Starszy pisze, że za czasów Homera rozróżniano tylko cztery kierunki wiatrów, co było liczbą zbyt małą. Następnie dodano kolejne osiem, co z kolei, pisze Pliniusz, było przesadą, wobec czego w powszechnym użyciu ostało się osiem wiatrów oznaczających osiem kierunków:
- północ: Septentrio (gr. Aparctias)
- północny wschód: Aquilo (gr. Boreas)
- wschód: Subsolanus (gr. Apeliotes)
- południowy wschód: Vulturnus (gr. Eurus)
- południe: Auster (gr. Notus)
- południowy zachód: Africus (gr. Libs)
- zachód: Favonius (gr. Zephyrus)
- północny zachód: Corus (gr. Argestes)

Oprócz tego rozróżniano cztery dodatkowe wiatry:
- między Aquilo a Subsolanus: Caecias, zwany też Hellespontias
- między Vulturnus a Auster: Phoenix
- między Auster a Africus: Libonotus
- między Corus a Septentrio: Circius, zwany też Thrascias

Portolan Morza Śródziemnego autorstwa Vesconte Maggiolo (1547). Widoczne liczne róże wiatrów.

W literaturze znane są opisy róży wiatrów z VII, VIII i XI wieku. Rozkwit róży kompasowej przypada na lata 1300–1650, kiedy powstawać zaczęły portolany – szczegółowe mapy wybrzeży służące praktycznej nawigacji. Na portolanach rysowano róże wiatrów i wychodzące z niej linie rumbowe, tworzące sieć pozwalającą na nawigację przy pomocy kompasu. Początkowo, średniowieczne róże wiatrów opierały się na starożytnym wyróżnieniu dwunastu wiatrów. Później doszło do redukcji tej liczby do 8 podstawowych wiatrów odpowiadającym późniejszym kierunkom (N, NE, E, SE, S, SW, W, NW), podzielonych następnie dalej na półwiatry i ćwierćwiatry. Ostatecznie, róże wiatrów osiągnęły 32 rumby.  
W średniowieczu nazwy wiatrów były powszechnie znane w krajach basenu Morza Śródziemnego jako: Tramontana (N), Greco (NE), Levante (E), Siroco (SE), Ostro (S), Libeccio (SW), Ponente (W) i Maestro (NW). Na portolanowych mapach można zobaczyć inicjały tych wiatrów: T, G, L, S, O, L, P, M. Nie było żadnych absolutnych standardów dla wykreślania róży kompasowej, a każda szkoła kartograficzna wypracowała i rozwijała własny sposób jej rysowania. Warto wspomnieć, że najlepszymi twórcami map, a zarazem takimi, którzy najładniej rysowali róże kompasową, byli Włosi (szkoły kartograficzne w Genui, Wenecji). Na wczesnych mapach północ jest wskazywana przez podkreślenie powyżej litery T (dla tramontana). Symbol ten ewoluował z francuskiej lilii „fleur-de lys” w czasach Kolumba i był zaobserwowany na mapach portugalskich. Wspomnieć należy, że herb lilia przynależy do królów Francji. Także w XIV wieku litera L (dla levante) na wschodniej stronie róży wiatrów została zamieniona na krzyż wskazujący kierunek do Raju lub do miejsca gdzie urodził się Chrystus (na Wschód). Kolorowanie róży wiatrów prawdopodobnie było wynikiem raczej potrzeby graficznej czystości niż potrzeby kartograficznej.
Róża kompasowa zniknęła z map morskich około 1890 roku.

### Przykłady historyczne
1482 r. – mapa świata Ptolomeusza z 12 wiatrami– 5 z północy (pn), 5 południa (pd), 1 z zachodu (zach), 1 ze wschodu (wsch) – Septentrio vel Aparctias, Aquilo vel Boreas, Cecias Apeliotes, Subsolanus, Wlturnus Eurus, Euronotus, Auster vel Notus, LiboNotus Euroauster, Africus vel Libs, Favonius Zephirus, Caurus Chorus vel Iapix Sive Argestes, Circtus vel Tresiias
1505 r. – mapa świata Scotusa z 12 wiatramiN – Septentrio, Circinus, Caurus; E – Favonius, Africus Lips, AusterAfricus; S – Auster Notus, FurAuster, Eurus; W – Subsolanus, Cesias, Aquilo
1522 r. – mapa świata Friesa z 24 wiatramiCramontana, Byperctias, Boreas, Aquilo, Vulturnus, Cetias, Subsolanus, Leuans, Eurus, Euro Auster, Euronothus, Auster  Nothus, Meliorans, Libonotus, Austro affricus, Libo, Polonus, Ponens, Sirocus, Zephirus, Favonius, Cirtius, Tractias
1535 r. – globus Albrechta Dürera z 12 wiatramiN – Aparctias (Septentrio), Boreas (Aquilo), Cecias (Hellespontius); E – Apelliotes (Subsolanus), Eurus (Vulturnus), Euronotus (Euroauster); S – Auster (Notus), Libonotus (Euroaffricus), Lips (Africus); W – Zephirus (Favonius), Corus (Argestes), Trascias (Circius)
1545 r. – Sebastian Münster Typus Orbis Aptol Descriptus, 12 wiatrówN – Septentrio, Aquilo, Caecias; E – Subsolanus, Vulturnus, Euroauster; S – Auster, Libonotus, Lips Africus; W – Zephyrus, Chorus, Circius
1601 r. – róża kompasowa Padovaniego z 16 wiatramiTramontana, Greco Tramontana, Greco, Greco Levante, Levante, SiroccoLevante, Sirocco, Ostro Sirocco, Ostro, Ostro Garbino, Garbino, Ponente Garbino, Ponente, Ponente Maestro, Maestro, Maestro Tramontana

## Róża wiatrów
Na dzisiejszych mapach morskich zamiast historycznych „róż kompasowych” bywają umieszczane „róże wiatrów” w znaczeniu współczesnym, nazywane też wiatrogramami (diagramami wiatrów). Mapy dla Atlantyku i Pacyfiku pokazują rozkład wiatrów na obszarze około pięciostopniowym (trzysta mil kwadratowych) dla każdego miesiąca w roku. Strzałki pokazują kierunek wiatru, a liczby wskazują jego siłę (w skali wiatru według Beauforta). Procent czasu, w którym wieje wiatr z jakiegoś kierunku, jest mierzony długością wyskalowanej strzałki. Liczba umieszczona w środku okręgu określa udział okresów bezwietrznych (cisze).
Dzisiejsze wiatrogramy są opracowywane przez stacje meteorologiczne na całym świecie, dla mórz i lądów. Poza statystykami kierunków i prędkości wiatrów opracowuje się statystyki stanów pionowej równowagi, związanych z wymianą masy i ciepła w słupie atmosfery nad określonym obszarem (np. szybkość prądów wznoszących i opadających lub zjawiska inwersji). Takie statystyki są wykorzystywane np. w czasie tworzenia modeli zmian klimatu Ziemi, przy projektowaniu lotnisk lub farm energetyki wiatrowej oraz w procesach zarządzania ochroną środowiska. Umożliwiają przewidywanie częstości przekraczania dopuszczalnych stężeń zanieczyszczeń powietrza w różnych odległościach od projektowanych zakładów przemysłowych. Wyodrębniono 12 kierunków wiatru, 11 klas prędkości: ū = 1, 2, 3, …, 11 m/s (dla ū < 1 lub > 11 m/s zakłada się ū = 1 lub 11 m/s) i sześć stanów równowagi atmosfery, którym przypisano następujące wartości wykładnika meteorologicznego:
- m = 0,080 stan 1, równowaga silnie chwiejna
- m = 0,143 stan 2, równowaga chwiejna
- m = 0,196 stan 3, równowaga lekko chwiejna
- m = 0,270 stan 4, równowaga obojętna
- m = 0,363 stan 5, równowaga lekko stała
- m = 0,440 stan 6, równowaga stała

Wiatrogramy są niezbędne do modelowania dyspersji odorantów, wykonywanego w celu określenia, jaka odległość nowego obiektu (np. oczyszczalni ścieków, fermy hodowlanej, zakładu przemysłowego) od osiedla mieszkaniowego zagwarantuje brak zapachowej uciążliwości.